# Cornelio Fabro
Cornelio Fabro (Flumignano, 24 agosto 1911 – Roma, 4 maggio 1995) è stato un presbitero, teologo, filosofo, storico della filosofia e traduttore italiano, membro della Congregazione delle Sacre Stimmate di Nostro Signore Gesù Cristo.

## Biografia
Nacque in Flumignano, frazione del comune di Talmassons (UD). Nel 1922 entrò come aspirante nel seminario degli stimmatini. Compiuti tutti gli studi inferiori e superiori, nel 1931 si laureò in Filosofia presso la Pontificia Università Lateranense (con il massimo dei voti, la lode e l'assegnazione di un premio speciale). Il titolo della sua tesi di laurea è: L'oggettività del principio di causa e la critica di David Hume. Alla Lateranense, il Fabro era stato in precedenza allievo del biologo Giuseppe Reverberi. Il 20 aprile 1935 riceve l'ordinazione sacerdotale a San Giovanni Laterano, e il 7 luglio consegue (con pieni voti e lode) la licenza in Teologia presso la Pontificia Università San Tommaso d'Aquino.
Si dedica quindi allo studio da una parte delle scienze naturali e biologiche, per le quali sembra avviarsi alla docenza universitaria, dall'altra, e soprattutto, della filosofia: nel 1938 consegue il dottorato in Teologia nella Pontificia Università «Angelicum» con la dissertazione teologica La nozione metafisica di partecipazione secondo San Tommaso, che diventa un'opera capitale per la comprensione della quarta via e di tutto il pensiero tomista. Nel 1939 è docente straordinario di Metafisica nell'Ateneo Urbaniano (dal 1941 diventa ordinario).
Gli studi e le pubblicazioni si susseguono a ritmo serrato. Nel 1948 consegue la «libera docenza» di Filosofia teoretica all'Università di Roma, ed è anche nominato professore honoris causa di Filosofia nell'Università di Buenos Aires. Continua a insegnare nelle università pontificie, ma dal 1949 ha anche un incarico di Filosofia all'Università di Roma. Nel 1954 diventa straordinario di Filosofia teoretica presso l'Istituto Universitario Pareggiato di Magistero «Maria Ss. Assunta» di Roma, divenendone al contempo direttore fino al 1956. Nel 1954 risulta vincitore della cattedra di Filosofia teoretica presso l'Università di Napoli come secondo ternato.
Nel 1965 è nominato professore ordinario di Filosofia nell'Università degli Studi di Perugia, e preside della Facoltà di Magistero nella stessa Università. Di qui in avanti è un seguito ininterrotto d'incarichi sia accademici sia culturali e istituzionali del più alto prestigio, nella Chiesa, in Italia e nel mondo. Nonostante il susseguirsi instancabile di studi, di pubblicazioni, d'impegni, e la fama che ne consegue, il padre Fabro continua a vivere modestamente e semplicemente nella parrocchia romana di Santa Croce al Flaminio, retta dai suoi confratelli stimmatini, dedicandosi alla pastorale parrocchiale, e non tirandosi mai indietro da scalmanate partite a pallone coi "regazzini" dell'oratorio, inconsapevoli di star marcando chiassosamente un centravanti così illustre.

## Il pensiero
Cornelio Fabro si inscrive nell'alveo della neoscolastica, o, più precisamente, del neotomismo. Il suo apporto più profondo alla metafisica classica, sulle orme di san Tommaso d'Aquino, è la distinzione reale tra essentia ("essenza") e actus essendi ("atto d'essere"). È questa tesi che lo porterà a riconoscere con sicurezza le debolezze e le aporie del pensiero moderno, il quale, movendo dall'immanentismo del cogito cartesiano, sfocia ineluttabilmente nell'ateismo. Inoltre combatté e condannò l'eterodosso pensiero modernista.
Nel saggio Introduzione all'ateismo moderno (Studium, Roma, 1964) egli ha sviluppato un ampio esame del pensiero ateo moderno, trovandone l'origine nel pensiero di Cartesio con successivi importanti apporti di quello di Spinoza. Secondo Fabro Cartesio pone per primo il principio di immanenza, che sovverte l'ordine circolare tra essere e pensiero, principio che opera costantemente in tutta la filosofia moderna e che comporta in maniera necessaria (se incontestato) la risoluzione del pensiero nell'ateismo e nel nichilismo. In disaccordo dialettico con questa visione sta Augusto Del Noce per il quale il principio di immanenza comporta necessariamente l'ateismo, ma non può essere ravvisato in Cartesio; per Del Noce quindi l'ateismo caratterizza la filosofia moderna solo problematicamente (e non necessariamente).
Altri pensatori moderni su cui si è esercitata l'acribìa fabriana sono Emanuele Severino e Karl Rahner. Sul fronte opposto, il Fabro ha valorizzato in misura importante il pensiero cristiano, esistenzialista, anti-idealista di Søren Kierkegaard, facendosi traduttore (dall'originale in lingua danese), editore e commentatore delle sue opere.

## Opere
Nell'arco temporale 1934-1994 Fabro pubblicò 38 libri, ciò che fa di lui uno scrittore con una produzione media superiore a un libro ogni due anni. Ma la sua produzione letteraria viene quasi raddoppiata quando si considerino i suoi contributi in diverse opere in collaborazione (circa venti); le voci per dizionari, per enciclopedie italiane ed estere (per la sola Enciclopedia Cattolica [1948] scrive 113 voci); gli articoli su riviste, giornali, periodici (quasi novecento); le recensioni (centinaia); eccetera.
- La nozione metafisica di partecipazione secondo S. Tommaso d'Aquino, S.E.I., Torino, 1939
- Neotomismo e suarezismo, Piacenza, 1941
- La fenomenologia della percezione, Vita e Pensiero, Milano, 1941
- Percezione e pensiero, Vita e Pensiero, Milano, 1941
- Introduzione all'esistenzialismo, Vita e Pensiero, Milano, 1943
- Problemi dell'esistenzialismo, A.V.E., Roma, 1945
- Tra Kierkegaard e Marx: per una definizione dell'esistenza, Vallecchi, Firenze, 1952
- Dio. Introduzione al problema teologico, Studium, Roma, 1953
- L'Assoluto nell'esistenzialismo, Miano-Catania, 1953
- L'anima, Studium, Roma, 1955
- Dall'essere all'esistente, Morcelliana, Brescia, 1957
- Profili di Santi, Istituto Padano di Arti Grafiche, Rovigo, 1957
- Vangeli delle domeniche, Morcelliana, Brescia, 1959
- Breve introduzione al Tomismo, Desclée, Roma, 1960
- Georg W.F. Hegel: La dialettica, La Scuola Editrice, Brescia, 1960
- Participation et causalité selon S. Thomas D'Aquin, Paris-Louvain, 1961
- Partecipazione e causalità, S.E.I., Torino, 1960
- Feuerbach-Marx-Engels. Materialismo dialettico e materialismo storico, La Scuola Editrice, Brescia, 1962
- Introduzione all'ateismo moderno, Studium, Roma, 1964
- L'uomo e il rischio di Dio, Studium, Roma, 1967
- Esegesi tomistica, Pontificia Università Lateranense, Roma, 1969
- Tomismo e pensiero moderno, Pontificia Università Lateranense, Roma, 1969
- La svolta antropologica di Karl Rahner, Rusconi, Milano, 1974
- L'avventura della teologia progressista, Rusconi, Milano, 1974
- Søren Kierkegaard. Il problema della Fede, La Scuola Editrice, Brescia, 1978
- La trappola del compromesso storico: da Togliatti a Berlinguer, Logos, Roma, 1979
- La preghiera nel pensiero moderno, Edizioni di Storia e Letteratura, Roma, 1979
- L'alienazione dell'Occidente. Osservazioni sul pensiero di Emanuele Severino, Quadrivium, Genova, 1981
- Momenti dello spirito I, Sala Francescana di cultura «P. Antonio Giorgi», Assisi - S. Damiano, 1983
- Momenti dello spirito II, Sala Francescana di cultura «P. Antonio Giorgi», Assisi - S. Damiano, 1983
- Introduzione a San Tommaso, Ares, Milano, 1983
- Riflessioni sulla libertà, Maggioli, Rimini, 1983
- Gemma Galgani. Testimone del soprannaturale, Cipi, Roma, 1987
- L'enigma Rosmini, Edizioni Scientifiche Italiane, Napoli, 1988
- Le prove dell'esistenza di Dio, La Scuola, Brescia, 1989
- Commento al Pater Noster, (postumo), Pontificia Accademia di San Tommaso d'Aquino, Città del Vaticano, 2002

### Traduzioni
- Ludwig Feuerbach, L'essenza del Cristianesimo, L'Aquila, Japadre, 1977.